# Michael Coleman Talbot
Michael Coleman Talbot (29 września 1953 w Grand Rapids, 27 maja 1992) to amerykański autor książek na temat związków starożytnego mistycyzmu i mechaniki kwantowej, popierającym teoretyczny model rzeczywistości sugerujący, że fizyczny wszechświat jest podobny do gigantycznego hologramu. Według Talbota, postrzeganie pozazmysłowe, telepatia, i inne zjawiska paranormalne są rzeczywiste i są wytworami holograficznego modelu rzeczywistości.

## Prace
Popularnonaukowe książki Michaela Talbota to Mysticism And The New Physics, Beyond The Quantum, oraz (prawdopodobnie jego najważniejsza praca) The Holographic Universe.
W The Holographic Universe, Talbot przedstawia ideę całego wszechświata jako hologramu. Bada prace fizyka Davida Bohma i neuropsychologa Karla H. Pribrama, którzy obaj niezależnie doszli do holograficznych teorii modeli wszechświata. Talbot sugeruje, że holograficzny model mógłby dostarczyć naukowych podstaw do zrozumienia paranormalnych i niewyjaśnionych zjawisk, jak postrzeganie pozazmysłowe, i pomóc zrozumieć od strony naukowej doświadczenie mistyczne. Powiązał także elementy teorii Carla Junga „nieświadomości zbiorowej” ze zjawiskiem synchroniczności, i zasugerował istnienie jednolitego pola łączącego wszystkie rzeczy we wszechświecie.
Talbot często powoływał się na Stanislava Grofa, którego prace nad oddychaniem holotropowym wywarły na niego niepodważalny wpływ.

## Książki wydane po angielsku
Powieści
- The Delicate Dependency – 1982
- The Bog – 1986
- Night Things – 1988

Popularnonaukowe
- Mysticism and the New Physics – 1980, 1992; wyd. Penguin (Non-Classics); wyd. poprawione (3 sierpnia 1993), 208 stron, miękka okładka, ISBN 0-14-019328-6, ISBN 978-0-14-019328-2.
- Beyond the Quantum, 1986; wyd. Bantam (1 marca 1988), 240 stron, miękka okładka, ISBN 0-553-34480-3, ISBN 978-0-553-34480-6.
- Your Past Lives – 1987; 1989: wyd. Fawcett (28 marca 1989), 177 stron, miękka okładka, ISBN 0-449-21679-9, ISBN 978-0-449-21679-8.
- The Holographic Universe – 1991; 1992: wyd. Harper Perennial (6 maja 1992), 338 stron, miękka okładka, ISBN 0-06-092258-3, ISBN 978-0-06-092258-0.